# ويليام جون مكوي
ويليام جون مكوي هو سياسي أمريكي، ولد في 30 سبتمبر 1834، وتوفي في 28 يونيو 1897. نشط حزبياً في الحزب الديمقراطي. وقد انتخب عضو جمعية ولاية ويسكونسن ‏.